# Obsjtina Brezovo
Obsjtina Brezovo (bulgariska: Община Брезово) är en kommun i Bulgarien.   Den ligger i regionen Plovdiv, i den centrala delen av landet, 150 km öster om huvudstaden Sofia. Antalet invånare är 2 024. Arean är 50 kvadratkilometer.
Terrängen i Obsjtina Brezovo är platt åt sydväst, men åt nordost är den kuperad.
Obsjtina Brezovo delas in i:
- Borets
- Zelenikovo
- Pădarsko
- Streltsi
- Tjoba
- Tiurkmen
- Rozovets
- Drangovo
- Otets Kirilovo

Följande samhällen finns i Obsjtina Brezovo:
- Brezovo

Trakten runt Obsjtina Brezovo består till största delen av jordbruksmark. Runt Obsjtina Brezovo är det glesbefolkat, med 17 invånare per kvadratkilometer.